# Ивашкин, Павел Алексеевич
Павел Алексеевич Ивашкин (1924 — ?) — рядовой Рабоче-крестьянской Красной Армии, участник Великой Отечественной войны, Герой Советского Союза (1943), лишён всех званий и наград в связи с осуждением.

## Биография
Павел Ивашкин родился в 1924 году в селе Аргамач (ныне — Елецкого района Липецкой области). Позже проживал в селе Суворовка Елецкого района Липецкой области.
27 июня 1942 года Ивашкин был призван в Рабоче-крестьянскую Красную Армию Чибисовским районным военным комиссариатом. С марта 1943 года — на фронтах Великой Отечественной войны. Воевал сапёром 1-й роты 329-го отдельного армейского инженерного батальона 7-й гвардейской армии Степного фронта. Осенью 1943 года отличился во время битвы за Днепр.
В ночь с 24 на 25 сентября 1943 года Ивашкин в составе группы сапёров первым форсировал Днепр и высадился на его правом берегу. Обнаружив несколько лодок, он вступил в бой с немецкими солдатами, охранявшими их, что дало возможность угнать их остальным сапёрам, после чего сам переплыл обратно на левый берег, доставив в своё подразделение сведения о противнике. В ту же ночь на отбитой у немцев лодке совершил несколько рейсов через реку, участвуя в переправке подразделений и вооружения 72-й гвардейской стрелковой дивизии.
26 октября 1943 года Указом Президиума Верховного Совета СССР за «образцовое выполнение боевых заданий командования на фронте борьбы с немецко-фашистскими захватчиками и проявленные при этом мужество и героизм» красноармеец Павел Ивашкин был удостоен высокого звания Героя Советского Союза с вручением ордена Ленина и медали «Золотая Звезда» за номером 1345.
После войны Ивашкин был демобилизован. Вернулся на родину. Вёл асоциальный образ жизни, тунеядствовал. В ноябре 1947 года в составе организованной группы по предварительному сговору совершил разбойное нападение на прохожего, а на следующий день учинил дебош в закусочной. 1 февраля 1948 года Орловский областной суд на открытом заседании в Ельце приговорил Ивашкина к 15 годам лишения свободы. 7 февраля 1951 года Указом Президиума Верховного Совета СССР за «совершение деяний, не совместимых со статусом орденоносца» он был лишён всех званий и наград. Дальнейшая его судьба неизвестна.
Был также награждён медалями «За отвагу» (23.09.1943) и «За боевые заслуги» (24.04.1943).